# Svoja vojna. Sjtorm v pustýne
Svoja vojna. Sjtorm v pustýne (russisk: Своя война. Шторм в пустыне) er en russisk spillefilm fra 2022 af Aleksej Tjadov.

## Medvirkende
- Aleksej Tjadov som Ivan Jermakov
- Vitalij Kisjjenko som Sedoj
- Kristina Asmus som Aljona
- Viktor Sukhorukov som Ivanýtj
- Ola Keyru som Steven
- Dzjalil Asretov som Zakir
- Nevija Tafara
- Nikita Kologrivyj som Sergej